# Stadtwaage (Osnabrück)

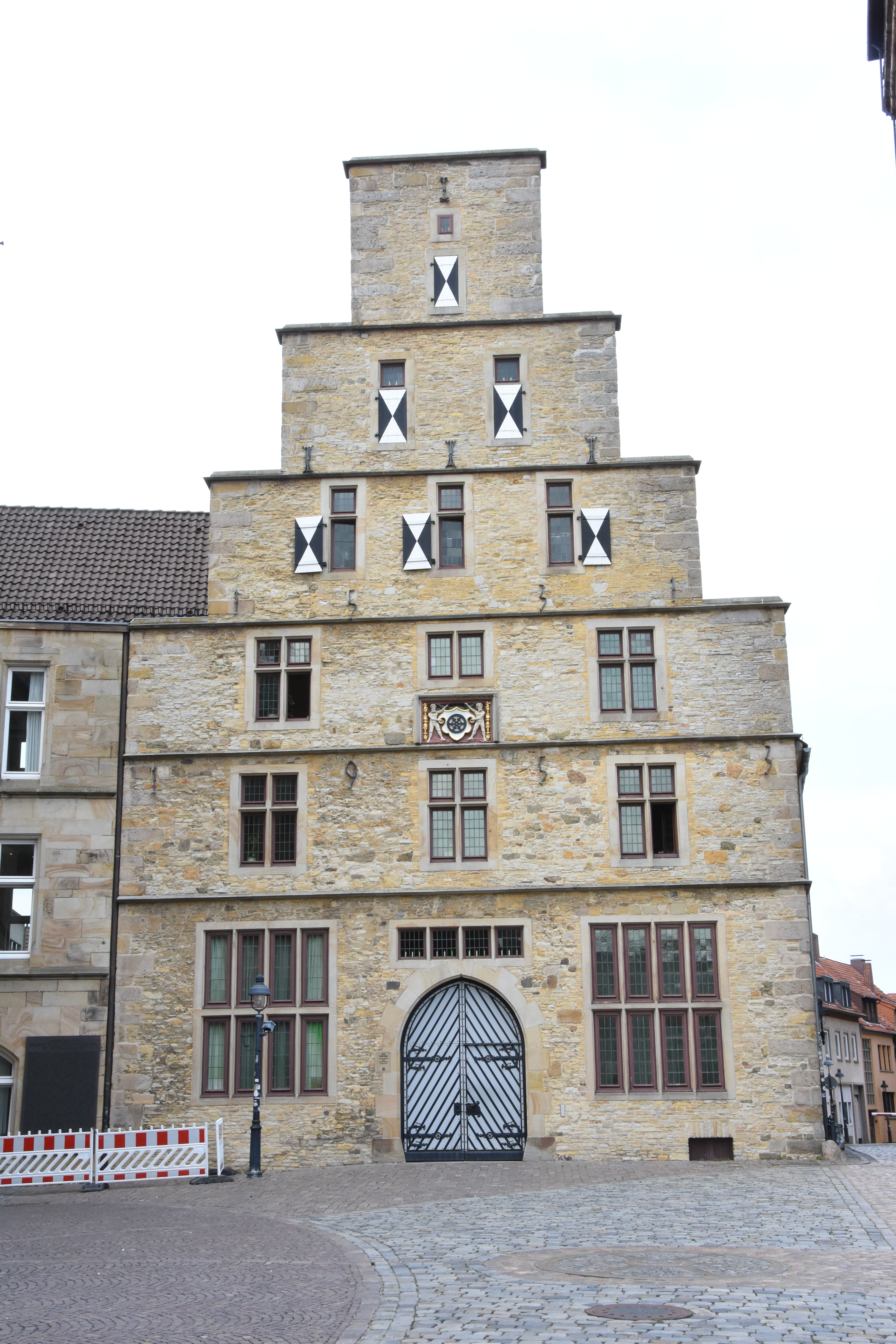
Osnabrück, Stadtwaage (2017)

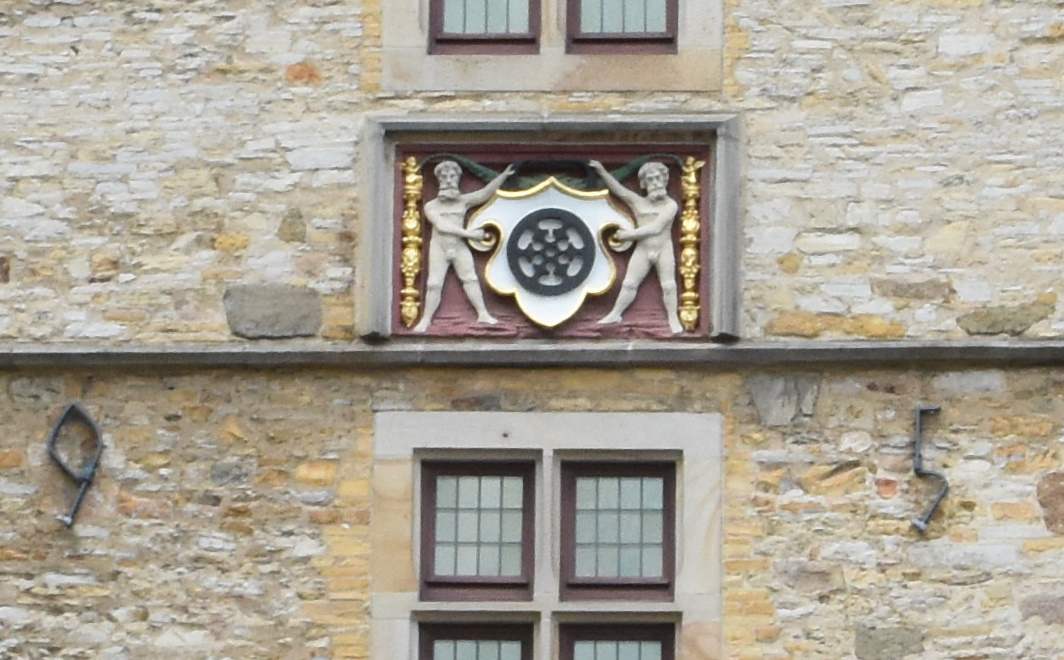
Fassadenausschnitt mit Wappenschild

Die Stadtwaage, Markt 28, ist ein unter Denkmalschutz stehendes öffentliches Gebäude in Osnabrück. Es wurde 1531 bis 1532 errichtet und dient noch heute der Stadtverwaltung, unter anderem als Standesamt.

## Architektur und Geschichte
Das Haus befindet sich in zentraler Lage am historischen Markt, zwischen dem Alten Rathaus und der Marienkirche. Das zweigeschossige, giebelständige Gebäude besteht aus Kalkbruchsteinmauerwerk. Die Eckverquaderungen, Gesimse und Fenster- und Türgewände sind als Werksteine bearbeitet. Charakteristisch ist der vierstufige Treppengiebel am Marktplatz, dessen Abdeckplatten als waagerechte Geschossgesimse weitergeführt sind. Zusammen mit den beiden unteren Geschossgesimsen weist der Giebel somit sechs Gesimse auf. Die Erschließung erfolgt durch ein mittig angeordnetes, leicht spitzbogiges Portal, über dem vier fast quadratische Fenster als Oberlichter angeordnet sind. Die steinernen mehrbahnigen Fenster im Erdgeschoss und die Kreuzstockfenster in den Obergeschossen sind möglicherweise stark rekonstruiert. Insgesamt ist der ca. 30 Jahre nach dem Rathaus entstandene Bau noch der Stilepoche der Spätgotik zuzuordnen. Das in Dachgeschosshöhe von zwei bärtigen Männern gehaltene Wappenbild der Stadt in der Mitte des Giebels verweist dagegen schon auf die Epoche der Renaissance.
Wie der überlieferte Name bekundet, diente das Haus als Stadtwaage dem Marktbetrieb im Zusammenspiel mit dem nahegelegenen historischen Rathaus. Am 13. September 1944 wurde die Stadtwaage zusammen mit dem Osnabrücker Rathaus bei Bombenangriffen alliierter, insbesondere britischer Bomber getroffen und brannte vollständig aus. 1953 wurde es für die Stadtverwaltung, insbesondere zur Nutzung als Standesamt, äußerlich wieder aufgebaut.